# 赛拉·萨里
赛拉·萨里（芬蘭語：Saila Saari，1989年11月1日—），芬兰女子冰球运动员。她曾代表芬兰参加2018年冬季奥林匹克运动会冰球比赛，获得一枚铜牌。她也参加了2015年世界女子冰球锦标赛。